# Айн-аш-Шаркія (нохія)
Айн-аш-Шаркія (араб. ناحية عين الشرقية) — нохія у Сирії, що входить до складу району Джебла провінції Латакія. Адміністративний центр — м. Айн-аш-Шаркія.
| Сирія | Це незавершена стаття з географії Сирії. Ви можете допомогти проєкту, виправивши або дописавши її. |